# Jan Siuta (1928–2020)
Jan Siuta (ur. 1928, zm. 12 października 2020) – polski specjalista w zakresie ochrony środowiska, prof. dr hab.

## Życiorys
W 1953 ukończył studia w Wyższej Szkole Rolniczej w Olsztynie, 1 stycznia 1958 obronił pracę doktorską, następnie uzyskał stopień doktora habilitowanego. W 1972 nadano mu tytuł profesora w zakresie nauk technicznych. Pracował na Wydziale Ekologii Wyższej Szkole Ekologii i Zarządzania w Warszawie.
Został zatrudniony na stanowisku profesora w Instytucie Ochrony Środowiska - Państwowego Instytutu Badawczego, oraz prezesa  Polskiego Towarzystwa Inżynierii Ekologicznej. 
Był przewodniczącym rady naukowej w Instytucie Gospodarki Odpadami i w Instytucie Podstaw Inżynierii Środowiska Polskiej Akademii Nauk, członkiem zwyczajnym Sekcji Nauk Rolniczych Towarzystwa Naukowego Warszawskiego i członkiem Komitetu Melioracji i Inżynierii Środowiska Rolniczego na V Wydziale  - Nauk Rolniczych, Leśnych i Weterynaryjnych Polskiej Akademii Nauk.